# 日高秩父
日高 秩父（ひだか ちちぶ、嘉永5年12月5日（1853年1月14日） - 1920年（大正9年）4月19日）は、明治から大正期の内大臣秘書官、東宮御学問所御用掛、書家。正五位勲三等。号は梅渓。槑谿とも書く。

## 生涯
下野国（栃木県）出身。長三洲に書を学ぶ。蘭学者・箕作阮甫の孫娘と結婚し箕作家と姻戚関係で結ばれた。文部省の委嘱で『尋常小学書キ方手本』（明治36年）等の国語書キ方の国定教科書を揮毫した。この国定教科書は師の長三洲の書風を受け継いでおり、顔真卿の楷書の書風、いわゆる顔法で書かれた。没後の国定教科書の揮毫は弟子の山口半峰が引き継いだ。
石碑の書も手がけており、現在全国に30基ほどを確認できる。墓所は谷中霊園。

## 栄典・授章・授賞
- 1906年（明治39年）4月1日 - 明治三十七八年従軍記章[6]

外国勲章佩用允許
- 1884年（明治17年）12月26日 - スウェーデン＝ノルウェー連合王国：金製記章[7]

## 家族・親族
- 妻・リキ - 呉黄石・せき夫妻の娘[4]、大槻ヤス・呉文聰・呉クミの妹[1][3][4][8]、呉秀三の姉[2][4]。
- 義父・呉黄石 - 広島藩医、旧姓・山田[4]。
- 義母・せき - 箕作阮甫の長女[4]。
- 義姉・ヤス - 伊予吉田藩医の大月魯庵に嫁ぐ[4]。
- 義兄・呉文聰 - 統計学者[1][3][4][8]。
- 義姉・クミ - 相原浩明に嫁ぐ[4]。相原と離婚後明治女学校校長を務める[4]。
- 義弟・呉秀三 - 精神医学者[2][4]。
- 長男・程一 - 夭折[1][2][3][8]。
- 次男・得二 - 貿易業に携わる[1][2][3][4][8]。
- 長女・愛子 - 北島常晴に嫁ぐ[1][2][3][4][8]。
- 次女・喜美子 - 大島予吉に嫁ぐ[3][4][8]。
- 三女・勲子 - 大束健夫に嫁ぐ[2][3][4][8]。
- 三男・光三 - 田中家の養子となる[1][2][3][4][8]。
- 四男・第四郎 - 元文部事務次官[1][2][3][4][8]。
- 四女・昭子 - 夭折[1][2][3][8]。
- 五男・第五郎 - 書家[1][2][3][4][8]。
- 五女・智子 - 夭折[1][2][3]。
- 義孫・木田宏 - 第四郎の娘婿、文部官僚・教育評論家[9]。